# Dodoma
Dodoma é capital da Tanzânia e da Região de Dodoma (em inglês: Dodoma Region). O distrito da capital tem uma superfície de 2576 km² e uma população de 410 956 (censo de 2012).

## História
Dodoma foi fundada em 1907, na época da colonização alemã, ao mesmo tempo em que a construção da linha férrea 'Linha Central'.
Um plebiscito em 1974 decidiu mudar a capital da Tanzânia para Dodoma, embora a transferência não esteja até hoje completa. A estrutura governamental continua localizada principalmente em Dar es Salaam.

## Educação

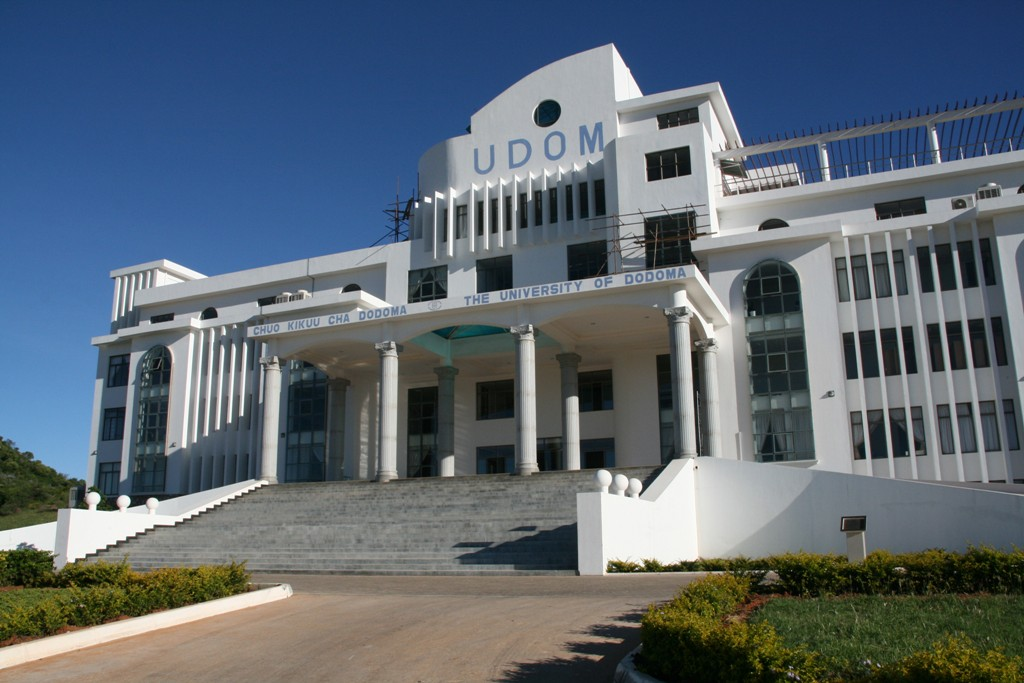
Universidade de Dodoma

Existem duas universidades em Dodoma: a Universidade de St Johns da Tanzânia e a Universidade de Dodoma.

## Cidades-irmãs
Dodoma é geminada com:
- Jaipur, Índia
- Bangui, República Centro Africana
- Watsa, República Democrática do Congo